# Ліда (станція)
Ліда (біл. Ліда, пол. Lida) — вузлова залізнична станція Барановицького відділення Білоруської залізниці на перетині ліній Барановичі-Поліські — Ліда — Беняконе — Вільнюс, Молодечно — Ліда, Ліда — Мости.
Станція за призначенням та  виконуваною роботою є дільничною, за обсягом операцій, які виконуються з пасажирськими і вантажними поїздами, вагонами і складності роботи, віднесена до позакласної.

## Історія
30 грудня 1884 року введено в експлуатацію залізничну станцію  загальною площею 6,83 га, споруджено будівлю пасажирського вокзалу, паровозне та вагонне депо. З введенням в експлуатацію Вільно-Рівненської залізниці, що пролягла через місто Ліда, викликало жвавий його розвиток, як залізничного вузла і дав поштовх до пожвавлення промисловості і торгівлі у місті з населенням на той час 7 864 мешканців.
Залізничний вокзал відкритий перед початком Першої світової війни на ділянці землі в 6 десятин 1316 сажнів, яка була викуплена, як стверджує біл. «кліравая ведамасць царкви святога Міхаіла Архангела», по біл. «пастанауленню Савета Міністерства шляхоу зносін Управай палескай чигункі» 27 серпня 1889 року за 1965 рублів.

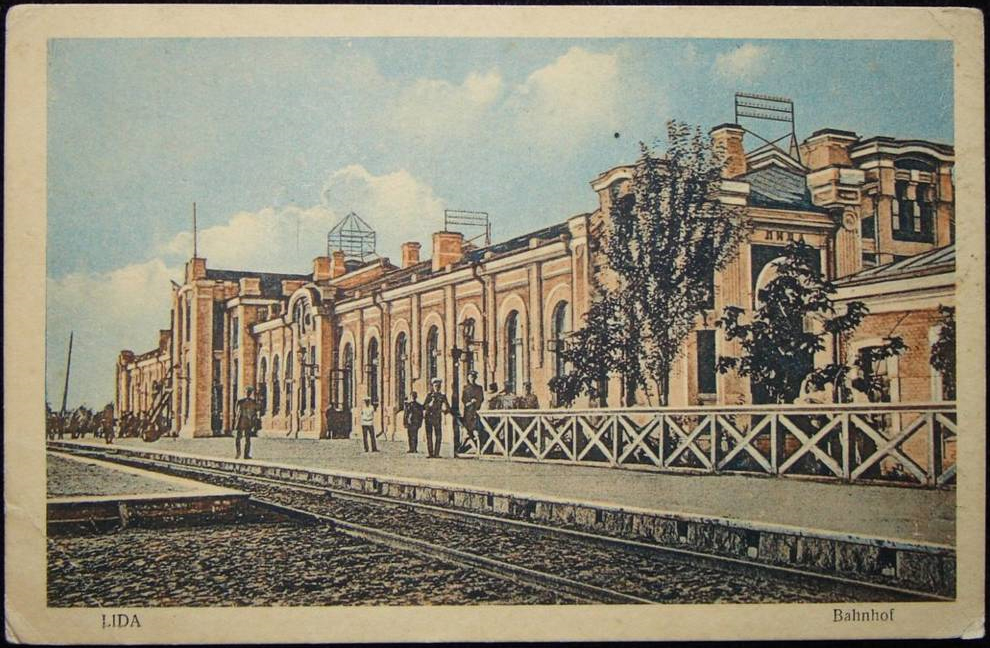
Вокзал на початку ХХ століття

15 вересня 1920 року на станції Ліда відбувся перший комуністичний суботник, в якому брали участь 920 працівників залізничного вузла.
Під час відступу німецько-фашистських військ влітку 1944 року вокзал був спалений і зруйнований. 
У 1949 році залізничний вокзал був відновлений після пожежі. З того часу капітальний ремонт не здійснювався.
У 2010 році, в ході реконструкції вокзального комплексу, були замінені всі комунікації. Архітектори зберегли старовинний зовнішній вигляд будівлі вокзалу. На фасаді з'явився годинник з великим циферблатом, дах прикрасили шпилі, вікна обрамлені молдінгами під старовину, встановлене підсвічування фасадів.
Інтер'єр приміщення принципово змінився. Всередині вокзалу облаштований зал чекання на 100 осіб, 5 пасажирських кас, сервісний зал, впроваджені системи інформування та продажу квитків, встановлені камери відеостеження. Інформаційні табло розміщені в залі чекання, вестибюлі і на платформах.
У 2002—2004 роках тривала реконструкція вокзалу, яка в основному торкнулася внутрішнього перепланування та благоустрою території навколо вокзалу.
У 2022 році відзначена 115-річниця (з 1907 року) з моменту введення в експлуатацію залізниці на дільницях Молодечно — Ліда та Молодечно — Крулевщизна.

## Інфраструктура
До складу вокзального комплексу входять: пасажирська будівля (вокзал острівного типу), одна острівна платформа, надземний пішохідний перехід, каси продажу проїзних документів, термінали замовлення квитків через глобальну комп'ютерну мережу Інтернет, термінали самообслуговування для оформлення проїзду в регіональному сполученні, послуги автоматичних камер схову речей, зала очікування, багажне відділення, послуги кімнат відпочинку, велопарковка, кафе «Зустріч», магазини роздрібної торгівлі, поштовий вузол зв'язку, банкомат, медичний пункт.
Будівлі вокзального комплексу обладнані спеціальними пандусами, пішохідними переходами, які розташовані на одному ж рівні між платформами і пероном, для заїзду (проїзду) інвалідів-візочників. На території вокзалу є візуальна інформація, виконана у вигляді інформаційних табличок із зазначенням телефонного номера, за яким пасажир з обмеженими можливостями може звернутися у разі скрутної ситуації, що виникла на території залізничного вокзалу

## Пасажирське сполучення
Через станцію Ліда прямують пасажирські поїзди міжнародних та міжрегіональних ліній, а також регіональних ліній бізнес- та економкласу.
Поїзди міжнародних та міжрегіональних ліній
Через станцію Ліда прямує єдиний фірмовий пасажирський поїзд «Слов'янський експрес» міжнародних ліній сполученням Гродно — Москва. 
Поїзди міжрегіональних ліній прямують до станцій Мінськ-Пасажирський, Барановичі-Поліські, Гомель-Пасажирський, Могильов I.

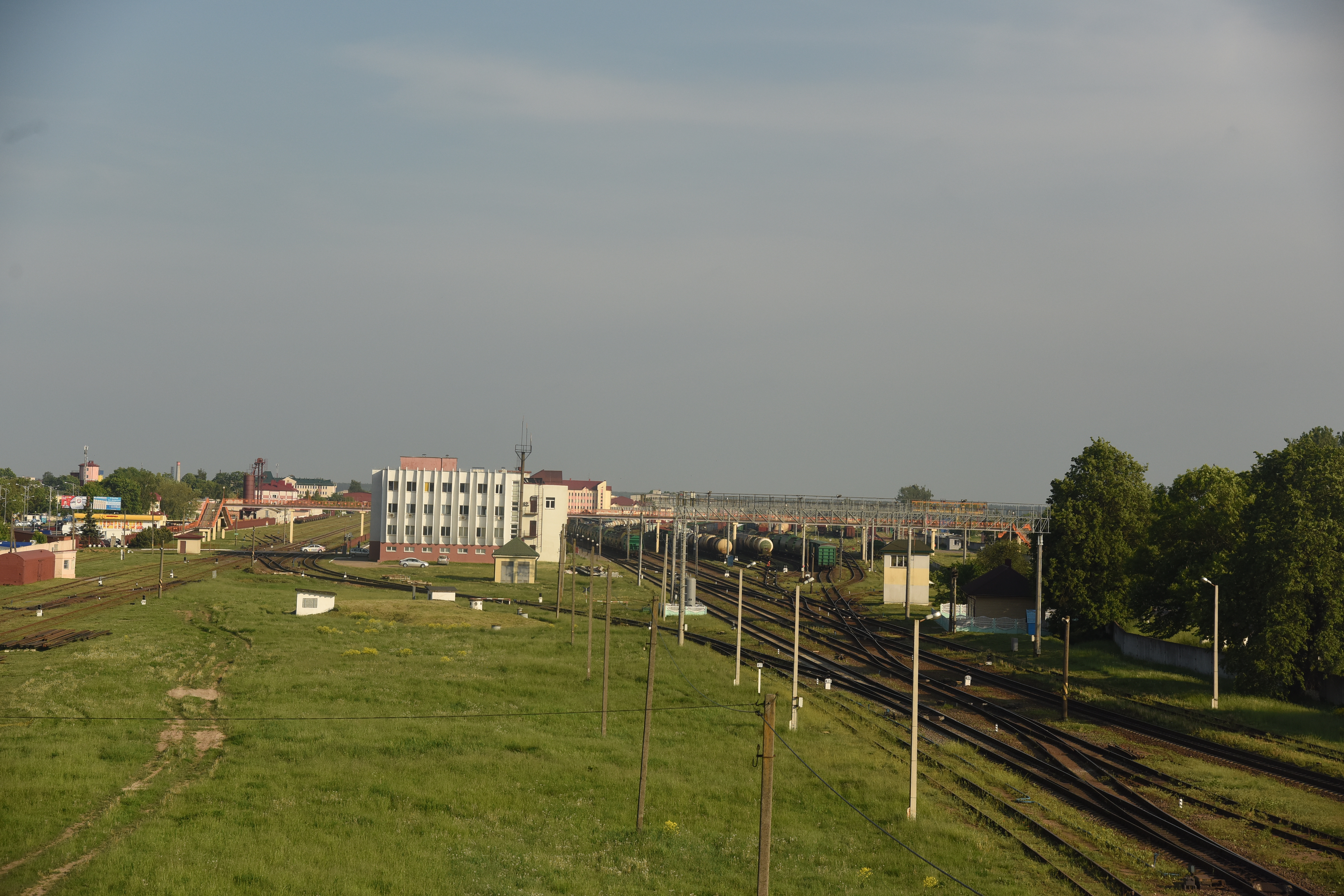
Краєвид станції Ліда

Поїзди регіональних ліній економкласу
Приміське сполучення здійснюється потягами регіональних ліній економкласу та приміських ліній за маршрутами:
- Ліда — Барановичі-Поліські
- Ліда — Беняконе
- Ліда — Гродно
- Ліда — Мінськ (також курсує одна пара поїздів міжрегіональних ліній бізнескласу)
- Ліда — Молодечно
- Ліда — Мости.